# Indywidualne Mistrzostwa Australii na Żużlu 2010
Indywidualne Mistrzostwa Australii 2010

## Zasady
Podczas mistrzostw rozegrane zostaną trzy rundy – w Adelaide, Mildurze i Newcastle. Zawody będą rozgrywane według tradycyjnej 20-biegowej tabeli. W turniejach mistrzowskich nie wystartują indywidualny mistrz świata z roku 2009 Jason Crump, Davey Watt i dziesięciokrotny mistrz Australii Leigh Adams, który nie broni tytułu mistrzowskiego.
| 1. 20 pkt | 2. 18 pkt | 3. 17 pkt | 4. 16 pkt  | 5. 15 pkt | 6. 14 pkt |
| 7. 13 pkt | 8. 12 pkt | 9. 11 pkt | 10. 10 pkt | 11. 9 pkt | 12. 7 pkt |
| 13. 6 pkt | 14. 4 pkt | 15. 3 pkt | 16. 2 pkt  | 17. 0 pkt | 18. 0 pkt |

## Zawodnicy
W kwalifikacjach pojadą:

Jake Anderson, Mitchell Davey, Alex Davies, Josh Grajczonek, Jay Herne, James Holder, Mark Jones, Robert Ksiezak, Todd Kurtz, Dakota North, Taylor Poole, Kozza Smith, Ryan Sedgmen, Justin Sedgmen, Richard Sweetman. Rezerwowi: Ricky Wallace, Arlo Bugeja.
Zawodnicy rozstawieni w mistrzostwach:

Troy Batchelor, Jason Doyle, Cory Gathercole, Chris Holder, Mark Lemon, Sam Masters, Tyron Proctor, Rory Schlein, Darcy Ward i Cameron Woodward.

## Terminarz
Terminarz IM Australii:
- 30 grudnia (środa) – kwalifikacja w Mildurze
- 2 stycznia (sobota) – 1 runda w Adelajdzie
- 3 stycznia (niedziela) – 2 runda w Mildurze
- 9 stycznia (sobota) – 3 runda w Newcastle

## Wyniki

### Runda kwalifikacyjna
W środę w Mildurze rozegrano eliminacje do Indywidualnych Mistrzostw Australii. Zawody wygrał żużlowiec z polskimi korzeniami – Robert Ksiezak. Drugie miejsce zajął Justin Sedgmen, a trzeci był Josh Grajczonek. Awans do mistrzostw Australii wywalczyła najlepsza szóstka zawodników. Pierwsza runda odbędzie się już 2 stycznia w Adelajdzie na stadionie Gillman.
- 30 grudnia 2009 r. (środa),  Mildura

| Msc. | Zawodnik            | Stan                  | Pkt |             |  |
| ---- | ------------------- | --------------------- | --- | ----------- |  |
| 1    | (9) Robert Ksiezak  | Australia Południowa  | 13  | (3,3,3,1,3) |  |
| 2    | (6) Justin Sedgmen  | Wiktoria              | 12  | (1,3,3,3,2) |  |
| 3    | (7) Josh Grajczonek | Queensland            | 11  | (3,3,2,3,d) |  |
| 4    | (3) Alex Davies     | Nowa Południowa Walia | 11  | (2,2,2,2,3) |  |
| 5    | (1) Josh Auty       | bez stanu             | 10  | (3,2,1,1,3) |  |
| 6    | (15) James Holder   | Nowa Południowa Walia | 9+3 | (3,t,2,2,2) |  |
| 7    | (11) Joe Haines     | Queensland            | 9+2 | (1,d,2,3,3) |  |
| 8    | (16) Dakota North   | Wiktoria              | 9+u | (2,2,0,3,2) |  |
| 9    | (13) Mark Jones     | Wiktoria              | 8   | (1,1,3,2,1) |  |
| 10   | (5) Jake Anderson   | Wiktoria              | 7   | (2,0,3,0,2) |  |
| 11   | (10) Mitchell Davey | Queensland            | 7   | (2,2,1,1,1) |  |
| 12   | (4) Ryan Sedgmen    | Wiktoria              | 5   | (1,3,0,0,1) |  |
| 13   | (12) Brock Gates    | Wiktoria              | 4   | (0,1,1,2,0) |  |
| 14   | (2) Robert Branford | Australia Południowa  | 2   | (0,d,0,1,1) |  |
| 15   | (8) Matt Jones      | Wiktoria              | 1   | (w,0,1,0,0) |  |
|      | Jay Herne           | Nowa Południowa Walia |     |             |  |
|      | Todd Kurtz          | Nowa Południowa Walia |     |             |  |
|      | Taylor Poole        | Nowa Południowa Walia |     |             |  |
|      | Kozza Smith         | Nowa Południowa Walia |     |             |  |
|      | Richard Sweetman    | Nowa Południowa Walia |     |             |  |
|      | Ricky Wallace       | Wiktoria              |     |             |  |
|      | Arlo Bugeja         | Australia Południowa  |     |             |  |

Bieg po biegu:
1. Auty, Davies, R. Sedgmen, Branford
2. Grajczonek, Anderson, J. Sedgmen, Matt Jones (u/w)
3. Ksiezak, Davey, Haines, Gates
4. Holder, North, Mark Jones
5. Ksiezak, Auty, Mark Jones, Anderson
6. J. Sedgmen, Davey, Branford (d)
7. Grajczonek, Davies, Haines (d), Holder (t)
8. R. Sedgmen, North, Gates, Matt Jones
9. J. Sedgmen, Haines, Auty, North
10. Anderson, Holder, Gates, Branford
11. Ksiezak, Davies, Matt Jones
12. Mark Jones, Grajczonek, Davey, R. Sedgmen
13. Grajczonek, Gates, Auty
14. Haines, Mark Jones, Branford, Matt Jones
15. North, Davies, Davey, Anderson
16. J. Sedgmen, Holder, Ksiezak, R. Sedgmen
17. Auty, Holder, Davey, Matt Jones
18. Ksiezak, North, Branford, Grajczonek (d)
19. Davies, J. Sedgmen, Mark Jones, Gates
20. Haines, Anderson, R. Sedgmen
21. Bieg dodatkowy o 6. miejsce: Holder, Haines, North (u)